# Laurence J. Peter
Laurence J. Peter (dr. Laurence Johnston Peter) (16. september 1919 – 12. januar 1990), canadier, født i Vancouver, Britisk Columbia. Han var underviser, forfatter, psykolog og management-teoretiker. Laurence var bedst kendt i almenheden for sin formulering af Peter-princippet.
Laurence har en doktorgrad fra Washington State University in 1963.

## Forfatterskab
- Prescriptive Teaching (1965) (engelsk)
- The Peter Principle (sammen med Raymond Hull, 1968; dansk udgave: Peter-princippet; Hans Reitzels Forlag 1986; ISBN 87-412-3902-4)
- The Peter Prescription (1972) (engelsk)
- Competencies for Teaching: System of Accountability for Teacher Education (1972-1975) (4 bind, 1975) (engelsk)
  - Vol. 1 Therapeutic Instruction
  - Vol. 2 Classroom Instruction
  - Vol. 3 Individual Instruction
  - Vol. 4 Teacher Education
- The Peter Plan (1976)
- Peter's Quotations, Ideas for Our Time (aka Quotations for Our Time, 1977) (engelsk)
- Peter's People (1979) (engelsk)
- Peter's Almanac (1982) (engelsk)
- The Laughter Prescription (sammen med Bill Dana, 1982) (engelsk)
- Why Things Go Wrong, or the Peter Principle Revisited (1984) (engelsk)
- The Peter Pyramid or will we ever get the point? (1986)[1] (engelsk)

## Ekstern henvisning og kilde
- Laurence biografi (engelsk) Arkiveret 1. juli 2010 hos  Wayback Machine